# Jameia
Jameia è il sesto singolo della cantante rumena Antonia Iacobescu. È stato pubblicato ufficialmente sul canale ufficiale YouTube dell'artista il 2 luglio 2012 ed è stato prodotto dalla Return Music.

## Video
Il video, pubblicato sul canale ufficiale della cantante, mostra quest'ultima che appare inizialmente con un vestito brillantinato di colore blu e con stampato, sia avanti che dietro, il numero 23. In seguito la cantante appare per la strada che si diverte a ballare con un gruppo di ragazzi. Nella parte centrale è presente una scena in cui Antonia si fa fare un tatuaggio. Il video si conclude con la sua ombra attaccata a dei palloncini, che viene riprodotta attraverso il muro di un edificio e la si vede librarsi nell'aria.